# 大気圧蒸気暖房
大気圧蒸気暖房（たいきあつじょうきだんぼう）は、大気圧と同程度の0.01ないし0.07 kgf/cm2（約 1.0 lbf/in2）の水蒸気を利用した蒸気暖房である。

## 概要
放熱器の上端から蒸気弁を経て水蒸気を送り込み、下端を大気に開放した還水器（凝結水を回収する汽水分離器）に接続して使用する。主に蒸気の潜熱により暖房がなされ、暖房を終えた蒸気は凝結して水になり環水管よりボイラーへと戻る。温水暖房と同様に蒸気弁の開閉だけで温度調節ができ、水蒸気の潜熱を利用することから大容量の温水配管は必要なくなるメリットがある。一方で配管内に存在した空気は水蒸気よりも比重が重く下部へと押しやられ、還水器または還水配管より大気中に放出されることから空気抜きの必要はなく簡素な配管とできる。